# August Matthes (Theologe)
Carl Christian August Matthes (* 9. November 1858 in Neu Langsow, Brandenburg; † 8. Februar 1945 in Erfurt, Thüringen) war ein evangelisch-lutherischer Theologe in Brandenburg, Thüringen und Pommern.

## Leben
Er war der Sohn des Pfarrers August Matthes und von Luise Heinze. Matthes besuchte das Gymnasium in Frankfurt (Oder) und studierte Evangelische Theologie in Tübingen, Leipzig, Erlangen und Berlin. Während des Studiums trat er dem Berliner und Erlanger Wingolf bei. 1882 wurde er zum Dr. phil. promoviert. Nach der Ordination 1884 wurde Matthes Pfarrer im uckermärkischen Warnitz. 1890 wurde er Pfarrer und Oberlehrer in der Klosterschule Roßleben in Thüringen.
1895 wurde August Matthes zum Superintendenten und Oberpfarrer in Kolberg in Pommern berufen. 1931 wurde er emeritiert und starb 1945 in Erfurt.
Matthes war ein konfessioneller Lutheraner innerhalb der preußischen Union und Vorsitzender der Lutherischen Konferenz für Pommern und gab die von Ernst Wilhelm Hengstenberg begründete Evangelische Kirchenzeitung (EKZ) heraus.

## Publikationen  (Auswahl)
- Reisebilder aus dem Morgenlande. Gütersloh 1891.
- Die epistolischen Lektionen nach Festsetzung der Eisenacher Konferenz in Predigten. Leipzig 1906.
- Die evangelischen Lektionen nach Festsetzung der Eisenacher Konferenz in Predigten. Leipzig 1907.
- Absolute Offenbarung oder religionsgeschichtliche Entwicklung? Leipzig 1907.
- 1813–1913 Livingstone, zum 100. Geburtstag des Missionspioniers am 19. März 1913. Basel 1913.
- Brocken vom Sonntagstisch. Ein Jahrgang Predigten über einzelne Verse der sonn- und festtäglichen altkirchlichen Evangelien. Leipzig 1914.
- Der Totentanz im Mariendom zu Kolberg. Kolberg 1916.
- Der kleine Katechismus Luthers in seiner unvergänglichen Bedeutung für die evangelische Kirche. Leipzig 1914.
- War Otto von Bamberg „Der Apostel der Pommern“? Zu seinem 800. Todestag, 30. Juni 1139. Herford o. J. [1939].
- Geglaubt und erkannt. „Ich weiß, woran ich glaube, ich weiß, was fest besteht“. Predigten über einzelne Verse der in der evangelischen Kirche in Preußen eingeführten sonn- und festtäglichen alten Episteln. Leipzig 1939.